# 프레타포르테

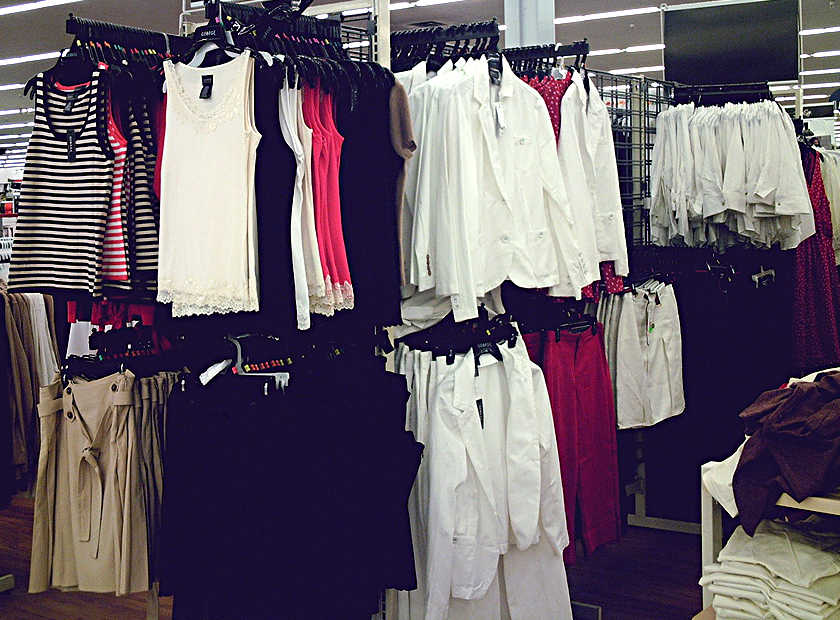

프레타포르테(프랑스어: prêt-à-porter) 또는 레디 투 웨어는 기성복 중에서도 고급 기성복을 의미한다. 패션 산업에서 주로 대중적인 소비자를 대상으로하는, 일상적인 모임이나 업무 활동에서 착용할 수 있는 컬렉션이다. 보통 매년 SS,FW 두 시즌으로 나뉘어 출시되며, 오트쿠튀르 컬렉션과는 다르게 맞춤 제작이 아닌 표준 사이즈를 기반으로 대량 생산된다.
오트 쿠튀르는 제한된 개인 고객으로부터 주문을 받아 수작업으로 제작한 옷을 고객에게 전달하는 것이지만, 프레타포르테는 기본적으로 도매에서 대량 주문하고 유통한다.

## 역사
레디투웨어 컬렉션은 패션 업계에서의 중요한 발전으로, 주로 하이패션 브랜드로부터 시작되었다. 이전에 패션은 상류층이나 부유한 사람들을 위해 맞춤 제작되었으며, 일반 대중들은 접근하기 어려웠다. 하지만, 전쟁 후의 경제 부흥과 함께 사회적, 경제적 변화로 인해 중산층의 부각과 소비 문화의 확산이 이루어졌으며, 패션 산업도 대중 시장에 진입하게 되었다. 또한 산업혁명으로 인한 제조 기술의 발전으로 인해 대량생산이 가능해짐에 따라 패션 산업은 맞춤 제작이 아닌 대량 생산을 통해 대중에게 접근 가능한 제품을 생산하기 시작했다. 이러한 상황을 배경으로 20세기 중반, 프랑스의 디자이너 이브 생로랑(프랑스어: Yves-Saint-Laurent)을 시작으로 전통적인 하이패션과는 달리 대중적인 소비자를 대상으로 미리 제작된 의류와 액세서리를 제공하는 본격적인 레디투웨어 컬렉션이 등장했다.

## 특징
컬렉션의 다른 종류인 브랜드의 컨셉, 이미지를 표현하는 예술적인 형식을 지닌 오트쿠튀르(프랑스어: Haute Couture)보다 매우 상업적인 목적을 지닌 컬렉션이다. 일년에 두번, 세계 4대 패션 위크라고 불리는 뉴욕, 런던, 밀라노, 파리 컬렉션에서 ss, fw 두 시즌으로 나뉘어 출시된다. 

## 현재
1. 레디투웨어는 패션 산업 매출의 주요 부분을 차지하고있으며, 하이패션 브랜드와 함께, 대중적인 레디투웨어 브랜드도 전 세계적으로 인기를 끌고 있다.
2. 패션 산업의 발전에 따라 레디투웨어 컬렉션도 다양한 가격대가 형성되었으며 이에 따라 다양한 소비자층을 보유하고있다.
3. 온라인 플랫폼의 발전에 따라 레디투웨어 제품은 온라인 쇼핑 플랫폼에서도 많이 판매된다.
4. 빠르게 변화하는 패션 트렌드에 따라 패스트패션의 문제가 지적되며 최근에는 지속 가능한 패션과 슬로우 패션의 움직임에 따라 환경 친화적이고 윤리적인 제품을 제공하는 레디투웨어 브랜드들이 늘어나고 있다.

## 참고문헌
1. https://dictionary.cambridge.org/dictionary/english/ready-to-wear
2. https://www.britannica.com/art/fashion-industry